# Parque Estadual do Ibitiriá
O Parque Estadual do Ibitiriá é uma das Unidades de Conservação do Governo do Estado do Rio Grande do Sul, Brasil.
Situado entre os municípios de Vacaria e Bom Jesus, seus 415 ha protegem uma área de campos e mata de araucária, incluindo parte da mata ciliar do rio Ibitiriá, onde sobrevivem espécies ameaçadas como a palmeira  Trithrinax brasiliensis. Foi criado em 1975 pelo Decreto Estadual n° 23.798.

## Vegetação
O Parque Estadual do Ibitiriá está inserido no Bioma Mata Atlântica, com seus respectivos e distintos ecossistemas que compõem este domínio. A formação vegetal encontrada no Parque é denominada de Floresta ombrófila mista em sua maior parte e savanas ou estepes (gramíneo-lenhosa) na parte nordeste do Parque.
O estrato arbóreo da Floresta ombrófila mista tem como principais representantes o camboatá-branco (Matayba elaeagnoides), pessegueiro-brabo (Prunus sellowii), canela-lageana (Ocotea pulchella), pinheiro-bravo (Podocarpus lambertii), chal-chal (Allophylus edulis), vassourão-branco (Piptocarpha angustifolia), vários representantes das famílias das Mirtáceas como o guabiju (Myrcianthes pungens), araçá-do-campo (Psidium cattleianum), pitangueira (Eugenia uniflora) e o cambuim (Myrciaria tenella). 
No interior da floresta encontra-se ainda o pessegueiro-do-mato (Scutia buxifolia), as caúnas (Ilex brevicuspis e Illex theezans) e o xaxim (Dicksonia sellowiana).
No estrato herbáceo encontra-se a carqueja (Baccharia trimera), samambaias (Pteridium aquilinum e Ctenides submarginalis), quaresmeira (Tibouchina gracilis), Selaginella muscosa.